# 五坪茂雄
五坪 茂雄（ごつぼ しげお、1889年5月17日 - 1961年9月1日）は、日本の政治家。衆議院議員（2期）。

## 経歴
滋賀県東浅井郡朝日村（のち湖北町、現・長浜市）出身。1912年滋賀県師範学校（現・滋賀大学教育学部）卒。石川県立羽咋中学校（現・石川県立羽咋高等学校）、同松任農学校（のち石川県立松任農業高等学校、現・石川県立翠星高等学校）、同津幡農学校（現・石川県立津幡高等学校）、石川県立青年師範学校（現・金沢大学教育学部、1944年4月 - 1946年）各校長、松任実業補習学校教員養成所長などを歴任する。ほか芦田内閣逓信政務次官、西武鉄道(株)常任監査役、近江鉄道(株)取締役となる。

## 選挙歴
- 1946年4月10日：第22回衆議院議員総選挙に石川県から無所属で出馬し初当選。
- 1947年4月25日：第23回衆議院議員総選挙に石川県第2区で民主党から出馬し当選。
- 1949年1月23日：第24回衆議院議員総選挙に石川県第2区で民主党から出馬し落選。
- 1953年4月24日：第3回参議院議員通常選挙に全国区で改進党から出馬し落選[5]。

## 著作
- 農村改造を標榜せる補習学校の経営及教授法（文進堂・1920年）
- 複式農業経営 : 農家経済の改造を目的とせる（宝文館・1927年）